# Glurge
 (septembre 2013).
Si vous disposez d'ouvrages ou d'articles de référence ou si vous connaissez des sites web de qualité traitant du thème abordé ici, merci de compléter l'article en donnant les références utiles à sa vérifiabilité et en les liant à la section « Notes et références ».
Un glurge est une histoire sirupeuse, souvent mélodramatique, qui va jusqu'à mettre mal à l'aise le lecteur. Il s'agit d'une onomatopée anglaise imitant le vomissement que l'exagération du côté exemplaire d'une telle histoire inspirerait. Le terme est originaire des États-Unis, où il a été inventé par un contributeur du site Snopes dans les années 1990.

## Signification
Le but est de faire réagir le lecteur et de le faire adhérer à la morale sous-jacente. 
Les thèmes les plus abordés dans un glurge sont les relations de l'homme avec Dieu, sa famille, ou encore des enfants protégés par des anges ou bien des animaux mignons. Même si la plupart du temps, le glurge est de nature religieuse, on peut aussi y trouver de l'athéisme, du patriotisme ou de la nostalgie.
Les glurges ne sont pas forcément des histoires crédibles. Par exemple, l'auteur peut faire s'exprimer des personnages morts, ou bien des enfants martyrisés ne sachant normalement pas parler à leur âge.

## Explication du phénomène
Les glurges sont des canulars circulant principalement sur Internet, au travers de lettres-chaînes transmises par courrier électronique, le destinataire étant alors invité à le renvoyer à un maximum de ses contacts. On les trouve également sous la forme de rumeurs propagées de manière orale, à l'instar des légendes urbaines.
La charge émotive engendrée par un glurge peut donner envie de communiquer ces émotions à d'autres personnes, d'autant plus que sous l'effet des émotions, le message peut sembler raconter une histoire vraie.
On peut aussi considérer comme glurge certaines chansons tristes, légendes ou histoires dans notre entourage, avec encore bien d'autres possibilités. Comme au cinéma, l'histoire cherche à impliquer une partie de la personnalité du lecteur, afin de le faire se sentir comme le protagoniste, qui est souvent supposé souffrir.
Un glurge peut donc être reconnu par les caractéristiques suivantes :
- il est généralement impossible d'authentifier le message (aucune date, lieu ou nom n'y figure ou n'est vérifiable),
- la lecture de l'histoire est vraisemblablement destinée à faire apparaître une larme par des situations sensibles,
- un appel à transférer le message massivement clôt le texte, parfois assorti de chantage affectif voire de menaces.

## Exemples

### La fausse pétition au nom de MADD
MADD (Mothers Against Drunk Driving) est une organisation américaine qui lutte contre l'alcool au volant.
Cette pétition circule depuis 2001 en France mais MADD nie absolument tout lien avec cette pétition,.

« Maman, je suis allée à une fête, Et je me suis souvenue de ce que tu m'avais dit. Tu m'avais dit de ne pas boire Alors j'ai pris un Sprite à la place. Je me suis sentie fière de moi, De la manière que tu avais dit que je ne pouvais Pas boire et conduire en même  temps. Même si tous mes amis me disaient que je devais, J'ai fait un choix-santé Et ton conseil était judicieux. La fête a finalement pris fin Et les jeunes se sont en allés, Quasiment tous saouls.
Je me suis rendu à ma voiture, Certaine de revenir à la maison en une pièce. Je n'ai jamais envisagé ce qui allait se passer. C'était la dernière chose à laquelle j'avais pu songer. 
Je suis maintenant allongée sur le pavé, Maman, et j'ai entendu le policier parler. Dire que le jeune qui m'avait heurté était saoul, Maman, sa voix semble loin. Je baigne dans mon propre sang Et j'ai vraiment essayé de ne pas pleurer. Je peux entendre l'infirmier dire « Cette fille va mourir ».
Je suis sûre que le jeune ne savais pas s'était passé Pendant qu'il était très saoul. Il a choisi de boire et conduire. Maintenant moi, je dois mourir Donc pourquoi le monde le fait Maman, en sachant que ça ruine des vies ? Et maintenant je meurs de douleur.
Dis à ma sœur de ne pas avoir peur, Maman, dis à Papa qu'il doit être brave. Et quand j'irai au Paradis, Écris "La fille à Papa" sur ma pierre tombale. Quelqu'un aurait dû lui dire que c'était mal de boire et conduire. Peut-être que si ses parents l'avaient fait,
Je serais vivante là !
Mon souffle diminue, Maman, je commence vraiment à avoir peur, c'est un moment si soudain et je ne suis tellement pas prête ! J'aurais aimé que tu me tiennes dans tes bras Pendant que je suis allongée et que je meurs. »

L’e-mail se termine par une invitation à apposer son nom au bas cette pétition, qui n'en est d'ailleurs pas réellement une puisqu'elle ne formule aucune demande précise.

### Une fillette victime de mauvais traitements
La triste histoire d'une certaine Sarah qui aurait été tuée par son père, évidemment romancée puisqu'elle raconte sa mort à l'âge de trois ans :

« Mes yeux sont enflés, je ne peux pas voir. Je dois être bête. Je dois être méchante. Quoi d'autre aurait pu mettre mon père dans un tel état ? Je souhaiterais être meilleure. Je souhaiterais être moins moche, alors, peut-être que ma mère voudrait toujours me faire des câlins. Je ne peux pas parler. Je ne peux pas faire de bêtises, sinon je suis enfermée toute la journée. Quand je me réveille, je suis toute seule. La maison est noire. Mes parents ne sont pas chez moi. Quand ma mère vient, j'essaye d'être gentille, sinon, j' aurai peut-être un coup de fouet ce soir. Ne fais pas de bruit ! Je viens juste d'entendre une voiture, mon père revient du bar de Charlie. Je l'entends jurer. Il m'appelle. Je me serre contre le mur. J'essaye de me cacher de ses yeux démoniaques. J'ai tellement peur maintenant. Je commence à pleurer. Il me trouve en train de pleurer. Il me lance des mots méchants, il dit que c'est de ma faute s'il souffre au travail. Il me claque, me tape et me crie dessus encore plus. Je me libère enfin et je cours jusqu'à la porte. Il l'a déjà fermée. Je me mets en boule, il me prend et me lance contre le mur. Je tombe par terre avec mes os presque cassés et ma journée continue avec des méchancetés dites... Je suis désolée ! Je crie, mais c'est déjà beaucoup trop tard. Son visage a tourné dans une haine inimaginable. Le mal et les blessures encore et encore. Mon Dieu, s'il te plaît, aie pitié, fais que ça s'arrête, s'il te plaît ! Et enfin, il arrête et va vers la porte pendant que je suis allongée, immobile par terre. Mon nom est Sarah. J'ai 3 ans, ce soir mon père m'a tuée. Il existe des millions d'enfants qui, comme Sarah, se font tuer et tu peux les aider.
Dégoûte-moi jusqu'au plus profond de moi-même si tu lis ça et que tu ne le fais pas passer.
Je prie pour toi, parce que tu dois être une personne sans cœur pour ne pas être affectée par ce courriel. Parce que tu as été touché, fais quelque chose !
Tout ce que je te demande, c'est d'envoyer ce message très largement autour de toi, et de reconnaître que ces choses arrivent et que des gens, comme le père de Sarah, vivent dans notre société. Fais suivre ce poème, parce que même si ça parait fou, ça peut peut-être changer indirectement nos vies. S'il te plaît, fais suivre ceci si tu es contre. »

## Anti-glurge
Recevoir trop souvent ce genre d'histoire dans sa boîte aux lettres électronique conduit certaines personnes exaspérées à parodier le style, en accentuant volontairement le côté nauséeux et sirupeux du glurge, ou bien à envoyer un courriel de retour expliquant qu'il s'agit d'un canular informatique, créant ainsi parfois un nouveau canular.